# フラストレーション (磁性体)

3つがお互いに反平行にはなれない。右図のように2つは反平行で安定しても上の一つが定まらない

結局３つとも外向きになることで妥協する

フラストレーションとは、格子の幾何学的条件から反強磁性体内部で起こる電子スピン配列の不安定性をいう。
たとえば三角形の頂点に局在電子のスピンがある場合を考える。スピン間に反強磁性的な相互作用が働いている場合、3つのうち2つが反平行向きになって安定になる（エネルギーが低い）。しかし残る1つはどちらとも反平行になれないため不安定となる。
このように、格子がもつ幾何学的条件によって磁気秩序状態が実現しえないことを磁気的フラストレーションといい、このような磁気状態を実現する格子のことを幾何学的フラストレーションを内在する格子系という。（3つともが外向きとなる場合もある。）

## 関連
- 物性物理学